# Feminitate

Nașterea lui Venus (1486) este o reprezentare clasică a feminității pictate de Sandro Botticelli.

Feminitatea este un set de atribute, comportamente și roluri în general, asociate cu fetele și femeile. Feminitatea este parțial formată din punct de vedere social, fiind alcătuită atât din factori sociali, cât și din cei creați biologic.